# Chambre de déshydratation
Une chambre de déshydratation est un composant des toilettes sèches à séparation d'urine, et désigne la partie située sous ces toilettes et conçues pour stocker les fèces afin de les sécher, en vue de leur réutilisation. Cette déshydratation est possible si le contenu est faible en liquides, et donc si la plupart de l'urine a été dirigée vers un autre stockage.
On utilise habituellement deux chambres : l'une est en cours d'utilisation, tandis que la deuxième, pleine et scellée, est en cours de déshydratation. Une fois la première fosse pleine, la deuxième est vidée, puis utilisée.
Dans la chambre en cours de déshydratation, les pathogènes meurent en l'absence d'humidité, et les odeurs diminuent progressivement. L'ajout d'une petite quantité de cendres, de chaux, de sciure ou de terre permet de minimiser les mouches et les odeurs. Un tuyau de ventilation de 10 cm de diamètre permet d'améliorer la déshydratation. Le temps de stockage doit être de six mois si de la cendre ou de la chaux ont été utilisées ; et sinon de un an en climat chaud et jusqu'à deux ans en climat tempéré. Une fois séchées, les fèces peuvent être manipulées sans danger, et utilisées comme amendement du sol.

## Source
Tilley, Elizabeth, 1979-, Ulrich, Lukas,, Lüthi, Christoph, et Reymond, Philippe,, Compendium des systèmes et technologies d'assainissement (ISBN 9783906484600, OCLC 957385596, lire en ligne)